# Stazione di Deurne
La stazione di Deurne è la stazione ferroviaria di Deurne, Paesi Bassi. È una stazione passante di superficie sulla linea Venlo-Eindhoven.